# Giovanni Francesco Rustici
Giovanni Francesco Rustici, italijanski slikar in kipar, * 1474, Firence, † 1554.